# 三宅悠太
三宅悠太（みやけ ゆうた、1983年 - ）は日本の作曲家、編曲家。

## 経歴
1983年、東京に生まれる。中学生の時は、バスケットボール部に所属していたが、X JAPANの「Forever Love」を聞いたことにより、作曲家を志すようになった。また、合唱部に転部している。高校1年生から、浦田健次郎に師事。１年の浪人を経て、東京藝術大学音楽学部作曲科へ進学。2016年、第83回NHK全国学校音楽コンクール高等学校の部課題曲『次元』（作詞:朝井リョウ）を作曲。合唱曲や、器楽曲を手掛ける。

## 作品

### 混声合唱
- 「遠きものへ──」混声合唱とピアノのための（長田弘）
- 「木に寄せる５つの歌」混声合唱曲集（金子みすゞ・高良留美子・辻征夫・茨木のり子・和合亮一）
- 「みえないことづけ」工藤直子の詩による混声合唱曲集（工藤直子）
- 「祈る －長田弘の詩とヴォカリーズによる－」（長田弘）
- 「学ぶ」（谷川俊太郎）
- 「かもめ」混声合唱とピアノのための（高階杞一）
- 「音楽の木」混声合唱とピアノのための（和合亮一）

### 女声合唱
- 「空をかついで」女声合唱とピアノのための組曲（石垣りん）
- 「あいたくて」女声合唱曲（工藤直子）
- 「このたたかいが終わったら」女声合唱とピアノのための（覚和歌子）
- 「風のうた」女声版（安水稔和）